# 基塞爾 (加利福尼亞州)
基塞爾（英語：Kiesel）是位於美國加利福尼亞州優洛縣的一個非建制地區。該地的面積和人口皆未知。

## 地理
基塞爾的座標為38°39′47″N 121°37′00″W / 38.66306°N 121.61667°W，而該地的平均海拔高度為8米（即26英尺）。